# Radar warning receiver

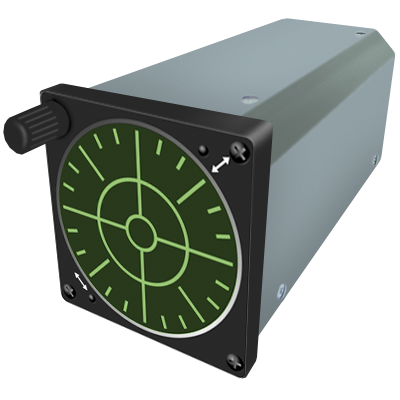
Schema di un pannello per la presentazione dati della strumentazione RWR statunitense.

Il radar warning receiver o ricevitore d'allerta radar (spesso abbreviato RWR) è un componente avionico degli aeromobili militari atto alla ricezione delle emissioni radar al fine di avvertire il pilota della presenza di altri mezzi militari avversari dotati di radar, quali ad esempio navi, batterie lanciamissili, aeromobili o missili.

## Panoramica
L'RWR è in grado di rilevare e discriminare le onde radio provenienti dai radar, riconoscendo il tipo di sorgente radio in base alla forma dell'onda ricevuta, filtrando le emissioni radar alleate e presentando la scena su uno schermo (solitamente gli RWR occidentali) o su un pannello dotato di spie luminose (gli RWR del blocco sovietico). Sullo schermo appare la situazione orizzontale attorno al velivolo.
In passato era anche possibile per il pilota ascoltare in cuffia il suono prodotto dagli impulsi emessi dal radar Fansong, permettendogli così, grazie a un repentino cambiamento di tono, di capire quando il radar passava dalla fase di ricerca alla fase di lock-on, cioè di aggancio del bersaglio. Scherzosamente i piloti americani chiamarono questo tono in cuffia "Samsong", la canzone del SAM (surface to air missile (site), (batteria di) missili terra-aria), prendendo ovviamente spunto dal nome del radar.
Successivamente furono costruiti missili antiradar (ARM), gli AGM-45 Shrike. Questi erano in grado di colpire le batterie di SAM facendosi guidare dalle emissioni del Fansong. Formazioni composte da due a quattro velivoli, in genere del tipo F-105 Thunderchief o F-4 Phantom, avevano questo compito. L'operatore di guerra elettronica (in sigla EWO da Electronic Warfare Officer) localizzava le batterie missilistiche grazie all'allerta radar, finché il pilota era in condizioni di lanciare lo Shrike. L'obiettivo di queste missioni è la soppressione delle difese aeree nemiche (in sigla SEAD da suppression of enemy aerial defences) Queste missioni vennero definite SEAD e gli aerei impiegati sono denominati Wild Weasel.
A partire dalla fine degli anni sessanta cresceva la consistenza delle minacce; mentre durante la guerra del Vietnam la filosofia di progetto di un'allerta radar si basava sull'acquisizione di quanti più segnali era possibile ricevere (grazie alla loro limitata differenziazione), in uno scenario di guerra complesso era indispensabile gestire la priorità delle diverse minacce rilevate. Ciò implicava che era necessario presentare al pilota solo le insidie che avrebbero potuto abbattere il velivolo, come ad esempio un missile terra-aria pronto al lancio. Un lontano radar di ricerca doveva avere sicuramente una priorità più bassa. Ma per questo scopo si dovette abbandonare la tecnologia "analogica" e utilizzare, come cuore di un'allerta radar, un processore digitale.
I primi due sistemi digitali furono l'AN/ALR-45 adottato dalla US Navy e l'AN/ALR-46 dall'USAF. Per quanto riguarda la classificazione di queste sigle essa segue le regole delle apparecchiature elettroniche progettate negli Stati Uniti per applicazioni militari. Le lettere AN significavano in passato "Army and Navy", ora invece indicano un qualunque equipaggiamento di impiego esclusivo del Dipartimento della Difesa; le successive tre lettere indicano rispettivamente la piattaforma su cui l'equipaggiamento è installato (ad esempio un velivolo o un sottomarino), il suo tipo e la sua funzione. Nel nostro caso abbiamo: A = velivolo pilotato, L = contromisura, R = ricevitore passivo. Le cifre indicano il numero progressivo del modello.
I benefici di un equipaggiamento digitale si evidenziano nella capacità di trattare un gran numero di segnali elettromagnetici presenti in uno scenario complesso, nella programmazione del software, nonché nella facile interpretazione di dati alfanumerici presentati su di un display. Inoltre tali equipaggiamenti consentono di adattare il ricevitore radar in qualsiasi teatro operativo, avendo la possibilità di sostituire, con estrema facilità, le "memorie" contenenti le caratteristiche delle varie minacce.
L'AN/ALR-45, nella versione D, è installato sugli F-14 della US Navy, mentre nella versione F equipaggia gli A-7E, gli AV-8, e gli A-4M.
L'AN/ALR-46 è installato su molti velivoli d'attacco dell'USAF; nella sua versione aggiornata, denominata AN/ALR-69, equipaggia l'A-10, il C-130 e l'F-16.
Oltre alle contromisure elettroniche passive, esistono anche i sistemi attivi, aventi il compito di ingannare o accecare i radar avversari. È però necessario un uso oculato di queste contromisure, poiché è indispensabile che esse si preoccupino di disturbare prima di tutto le minacce più gravi, ovvero quelle ritenute a più alta priorità dal computer del ricevitore radar e successivamente le altre. Si cominciò quindi a integrare fra loro contromisure attive e passive, formando così dei veri e propri sottosistemi di guerra elettronica. Ciò fu possibile grazie ai progressi della microelettronica e dei microprocessori in particolare, che permisero ai ricevitore radar di ridurre il tempo necessario per identificare con certezza il tipo di minaccia. Il primo programma di integrazione delle contromisure fu realizzato dalla US Navy sul Grumman EA-6B Prowler.

## Caratteristiche
Al giorno d'oggi esiste un'ampia gamma di apparati ricevitori radar, costruiti principalmente da ditte russe, statunitensi, francesi, italiane e israeliane e ciascuno di essi possiede una propria peculiarità. Il principio di funzionamento di un ricevitore d'allerta radar di medie prestazioni, idoneo a essere impiegato su elicotteri o su velivoli da attacco al suolo, è in genere costituito dalle seguenti unità:
- quattro antenne, installate sulla deriva del velivolo, due rivolte in avanti e due all'indietro in modo da coprire un angolo azimutale di 360°;
- due "teste" a radiofrequenza, una per ogni coppia di antenne, che forniscono segnali video all'elaboratore;
- un elaboratore, che contiene nella memoria le caratteristiche di un certo numero di minacce (o meglio, dei radar a esse associati) e che è in grado, dall'esame dei segnali emessi dalle "teste" a radiofrequenza, di riconoscere il sistema d'arma che tiene sotto tiro il velivolo;
- uno schermo a raggi catodici sul quale vengono visualizzati i dati di riconoscimento delle minacce;
- un pannello di controllo.

Esso opera nel campo di frequenza compreso fra 2 e 18 GHz ed è in grado di segnalare sia minacce impulsive che a onda continua; consente il rilevamento goniometrico, ovvero indica con sufficiente precisione la direzione di provenienza di una minaccia impulsiva, mentre di una minaccia in onda continua può evidenziare solo il quadrante di provenienza. Per quanto riguarda la presentazione di una minaccia impulsiva essa può avvenire in due modalità, RAW (Radar Attack and Warning) e SYNTHETIC, che il pilota può scegliere mediante il pannello di controllo.
Nel modo RAW tutte le minacce di tipo impulsivo vengono presentate mediante vettori aventi origine nel centro del display (rappresentante il proprio velivolo) e diretti verso l'origine della minaccia; la lunghezza dei vettori è direttamente proporzionale all'intensità del segnale radar captato, per cui tanto più un vettore è lungo tanto più la minaccia è vicina. Il tratto con cui sono rappresentati i vettori può dare un'informazione, seppur approssimata, del tipo di minaccia; ad esempio, un vettore fisso indica un radar che è in tracking sul velivolo, mentre un radar di ricerca sarà manifestato da un vettore che si illumina solo nel momento in cui il fascio radar investe il velivolo. Nel modo di presentazione SYNTHETIC i vettori sono sostituiti da numeri posti idealmente sull'estremità superiore del vettore che si otterrebbe utilizzando la presentazione RAW.
Nella memoria del computer del ricevitore d'allerta radar sono contenute le caratteristiche (frequenza, periodo di ripetizione dell'impulso, e così via) di diversi radar, ed è grazie a questa memoria che esso può riconoscere quale tipo di sistema sta minacciando il velivolo: a ogni numero della presentazione sintetica è associato un determinato tipo di radar e quindi uno specifico sistema d'arma. Ad esempio, il numero 6 può corrispondere a una batteria di missili SA-6, l'8 ad un AAA (anti-aircraft artillery) e così via.
Normalmente, nella programmazione del calcolatore, i numeri maggiori sono assegnati alle minacce più pericolose in modo che i simboli esprimano, in ordine decrescente, il grado di pericolosità dei sistemi d'arma. Viene di solito presentato sul display un massimo di otto diverse minacce contemporaneamente: questa non è una limitazione, perché è impensabile che il nemico dedichi così tante risorse a un solo aeroplano avversario. Può anche succedere che a minacciare l'aereo sia un radar le cui caratteristiche non sono contenute nella memoria del computer: in questo caso invece di un numero viene presentata la lettera U, iniziale di unknown, sconosciuto. Nel caso di tanti simboli concentrati vicino al centro del display, cioè di tante minacce lontane, è possibile selezionare la funzione "Target Separation" sul pannello di controllo, funzione che permette di variare la scala della presentazione.
La richiesta di presentazione delle minacce in onda continua è invece fatta dal pilota mediante il pulsante CW (Continuous Wave). In questo caso l'individuazione di una sorgente radar e il quadrante interessato sono segnalati mediante indicatori luminosi situati ai quattro spigoli del display. L'abilitazione della funzione CW non pregiudica l'analisi dei sistemi d'arma impulsivi. Sono disponibili anche due segnali audio che vengono inviati all'interfono di bordo. Questi sono rappresentati da un segnale d'allarme attivato dall'individuazione di emissioni radar che tengono il velivolo sotto tracking, oppure di emissioni CW. L'altro è invece un segnale cosiddetto "reale", ricavato dall'inviluppo degli impulsi del radar nemico; a ogni tipo di radar è associato un diverso segnale audio, per cui un pilota allenato può riconoscere un qualunque radar dal suo "suono".

## Errori e sensibilità di ricezione
Per quanto riguarda la sensibilità di un'allerta radar, contrariamente a quanto possa credersi, non deve essere molto elevata, altrimenti rischierebbe di rivelare anche minacce debolissime (e quindi molto lontane e non rappresentanti un pericolo immediato) allarmando anzitempo il pilota e creando un'inutile confusione di simboli sul display. Inoltre potrebbe presentare come minacce distinte i lobi secondari di un unico radar. D'altra parte la sensibilità non può nemmeno essere troppo scarsa, pena la mancata rivelazione di pericoli reali. I tipici malfunzionamenti di un ricevitore radar interessano invece il "mancato allarme", l'"allarme ambiguo" e il "falso allarme".
Il mancato allarme, o un allarme dato in ritardo, è molto pericoloso, perché lascia il pilota indifeso nei confronti della minaccia; la possibilità che si verifichi un ritardato allarme aumenta con l'aumentare del numero di minacce cui il velivolo è sottoposto contemporaneamente, specialmente se il computer le prende in esame una dopo l'altra, cioè in serie. Questo sistema di funzionamento è considerato pericoloso, poiché un sistema d'arma ha tempi di reazione di non più di 10 secondi; per questo motivo è necessario che le minacce vengano analizzate in parallelo, lasciando un canale libero per quelle le cui caratteristiche non sono inserite nella memoria del computer e che determinano l'informazione "unknown". Va comunque ricordato che, per i motivi già detti, solitamente non più di 2 o 3 sistemi d'arma agganciano contemporaneamente un solo velivolo incursore.
Un allarme ambiguo si verifica quando il ricevitore d'allerta trova difficoltà a distinguere fra due possibili minacce. Questo è tipico di quando lo stesso tipo di radar può essere associato a due diversi sistemi d'arma. Per ridurre la probabilità di un allarme ambiguo è necessario limitare il numero di minacce le cui caratteristiche vengono memorizzate nel computer: è buona norma inserirvi solo quelle che, in una data zona di operazioni, sono state rilevate un numero di volte statisticamente significativo. Infatti una minaccia rilevata, al limite, una sola volta, può essere dovuta a un radar in funzionamento anomalo. 
Il falso allarme si verifica quando il ricevitore radar è indeciso fra due tipi di minaccia e presenta quella delle due ritenuta più pericolosa in base a un suo codice di priorità.
Questo modo di funzionamento è solo apparentemente prudente e quindi vantaggioso: infatti a ogni minaccia è associata una precisa manovra evasiva che il pilota deve eseguire ed un'informazione sbagliata può indurre il pilota ad effettuare una manovra non adeguata allo scopo.